# Fort Wayne
Fort Wayne è un comune (city) degli Stati Uniti d'America e capoluogo della contea di Allen nello Stato dell'Indiana. La popolazione era di 267 633 abitanti al censimento del 2018, il che la rende la seconda città più popolosa dello stato, dietro Indianapolis, e la 78ª città più popolosa della nazione.

## Geografia fisica
Secondo lo United States Census Bureau, ha un'area totale di 110,83 mi² (287,05 km²).
Situata nella parte nord-orientale dell'Indiana, la città si trova 18 miglia (29 km) ad ovest dal confine con l'Ohio e 50 miglia (80 km) a sud dal confine con il Michigan.

## Storia

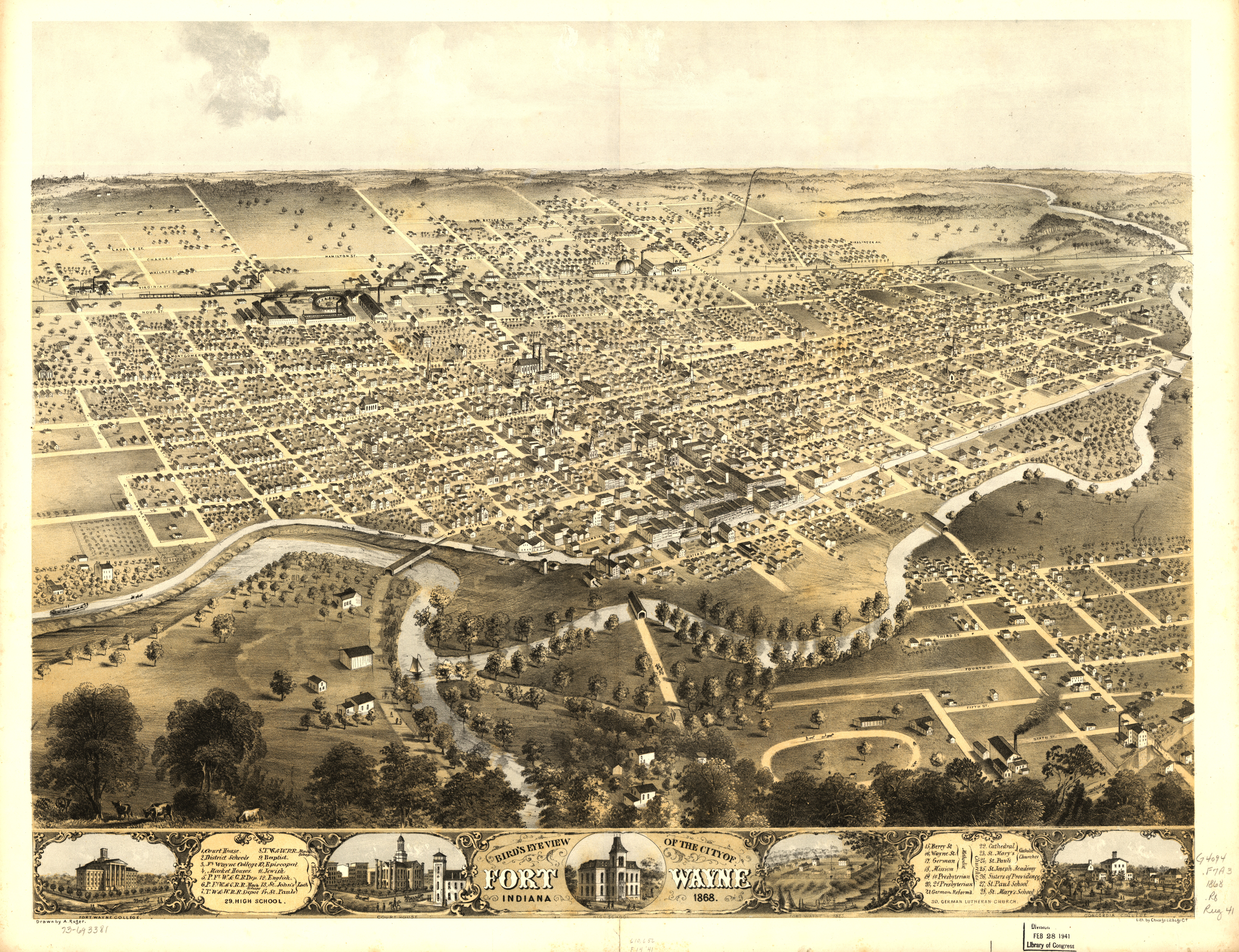
Una litografia di Fort Wayne (1868)

La città venne fondata il 22 ottobre 1794 da Jean François Hamtramck e prende questo nome in onore di Anthony Wayne, un generale statunitense. Fort Wayne fu incorporata come town il 3 gennaio 1829 e successivamente come city il 22 febbraio 1840.
Fort Wayne è sede della diocesi di Fort Wayne-South Bend, eretta l'8 gennaio 1857.
Tra il 1885 e il 1960 fu attiva in città la S.F. Bowser & Co, azienda produttrice di distributori di benzina che brevettò la prima pompa di carburante della storia.

## Società

### Evoluzione demografica
Secondo il censimento del 2010, la popolazione era di 253 691 abitanti.
I dati disponibili del 2018 parlano di 267 633 persone.

### Etnie e minoranze straniere
Secondo il censimento del 2010, la composizione etnica della città era formata dal 73,62% di bianchi, il 15,41% di afroamericani, lo 0,37% di nativi americani, il 3,30% di asiatici, lo 0,06% di oceaniani, il 3,72% di altre razze, e il 3,52% di due o più etnie. Ispanici o latinos di qualunque razza erano il 7,96% della popolazione.

## Amministrazione

### Gemellaggi
- Takaoka, dal 1977
- Płock, dal 1990
- Gera, dal 1992
- Taizhou, dal 2012

Rapporti d'amicizia
- Moulmein, dal 2015